# Universität für Wissenschaft und Technik der Landesverteidigung
Die Universität für Wissenschaft und Technik der Landesverteidigung der Volksbefreiungsarmee (chinesisch 中國人民解放軍國防科技大學 / 中国人民解放军国防科技大学, Pinyin Zhōnggúo Rénmín Jiěfàngjūn Guófáng Kējì Dàxué) in Changsha, Provinz Hunan, im Ausland bekannt als National University of Defense Technology, daher oft „NUDT“ abgekürzt, ist eine der besten Universitäten Chinas. Sie gehörte 1996 zur ersten Gruppe der im Rahmen des „Projekts 211“ zu Exzellenzuniversitäten ernannten Lehranstalten. Die Universität untersteht direkt der Zentralen Militärkommission, aber anders als bei der ebenfalls der ZMK unterstehende Militärhochschule (国防大学) und der Militärakademie (军事科学院) werden dort nach einer Aufnahmeprüfung auch besonders begabte Zivilisten aus ausgewählten Provinzen aufgenommen.

## Geschichte

### Militärakademie der chinesischen Volksbefreiungsarmee für Ingenieurwissenschaften

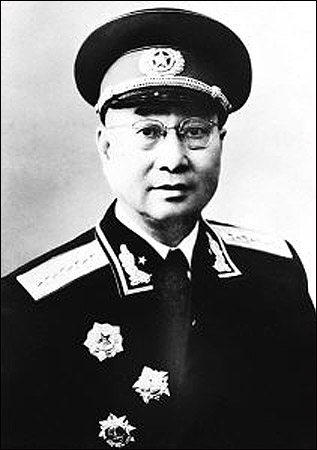
Chen Geng, 1952–1961 Rektor der Akademie für Ingenieurwissenschaften

Am 18. März 1952 reichten Generalstabschef Nie Rongzhen und sein Stellvertreter Su Yu bei der Zentralen Militärkommission einen „Bericht betreffs der Errichtung einer Militärakademie für Ingenieurwissenschaften“ (关于成立军事工程学院的报告) ein. Nachdem Zhou Enlai, Zhu De und Lin Biao, die Stellvertretenden Vorsitzenden der ZMK, den Bericht studiert und für gut befunden hatten, gab Mao Zedong, der Vorsitzende der Zentralen Militärkommission, am 26. März 1952 seine Zustimmung. Damit war die Genehmigung für die Gründung der „Militärakademie der chinesischen Volksbefreiungsarmee für Ingenieurwissenschaften“ (中国人民解放军军事工程学院) erteilt.
Gut zwei Monate später, am 3. Juni 1952 schrieb Premierminister Zhou Enlai an Nikolai Alexandrowitsch Bulganin, damals einer der Stellvertretenden Vorsitzenden des Ministerrats der UdSSR, und bat ihn, Experten und Berater für eine militärische Ingenieurhochschule mit fünf Fakultäten (Luftwaffe, Artillerie, Marine, Panzer, Pioniere) nach China zu entsenden. Am 11. Juli 1952 ernannte Mao Zedong General Chen Geng (陈赓, 1903–1961) zum Rektor der im Aufbau befindlichen Akademie.
Am 22. August 1952 setzte die Zentrale Militärkommission einen zehnköpfigen Vorbereitungsausschuss unter der Leitung von Chen Geng ein, der am 1. September 1952, also mit Beginn des Studienjahres, in Peking seine Arbeit aufnahm. Gleichzeitig entsandte die Sowjetunion mehr als 300 Experten aller Fachrichtungen, die beim Aufbau der Akademie halfen und bis zum Bruch mit China im Sommer 1960 im Land blieben.
Die Zentrale Militärkommission hatte im Juni 1952 beschlossen, die Akademie für Ingenieurwissenschaften in Harbin, Provinz Heilongjiang anzusiedeln, das Lehr- und Verwaltungspersonal sollte zunächst aus Kadern der 2. Infanteriehochschule in Chongqing (西南军区第二高级步兵学校), dem Militärwissenschaftlichen Labor in Nanjing (华东军区军事科学研究室) und dem 3. Korps der Chinesischen Volksfreiwilligenarmee in Nordkorea (中国人民志愿军第三兵团) bestehen. Am 24. November 1952 erließ die Zentrale Militärkommission dann eine Anweisung an alle Truppenteile, aus ihren Reihen 300 Assistenten und 1000 Studenten für die neue Akademie auszuwählen. Am 25. April 1953 wurde in Harbin mit den Bauarbeiten für die Gebäude der Militärakademie begonnen, und am 1. September 1953 wurde der Unterrichtsbetrieb aufgenommen. Dies zählt heute als offizieller Gründungstag der Universität für Wissenschaft und Technik der Landesverteidigung.

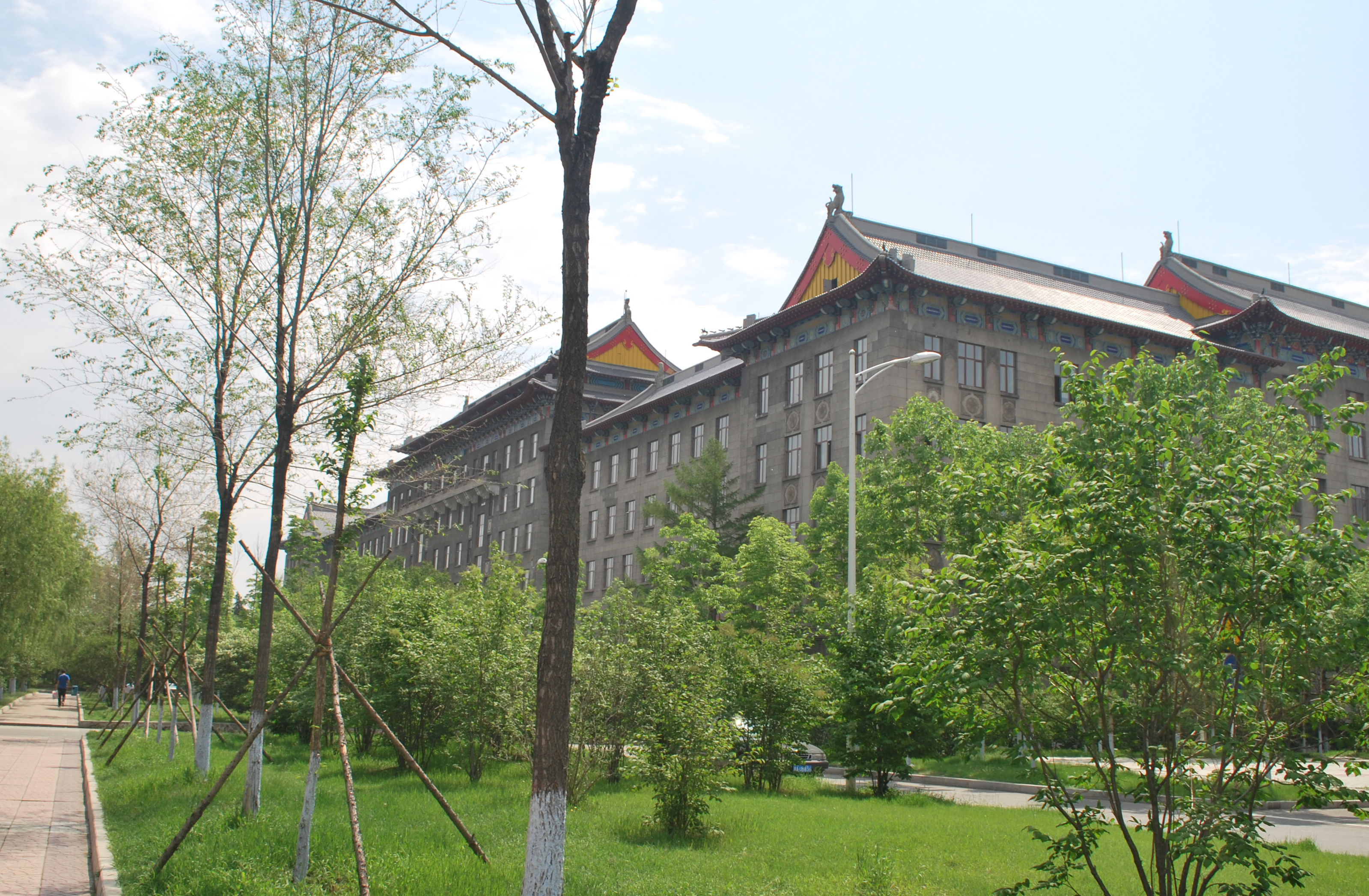
Fakultät für Raketentechnik

Die Militärakademie der chinesischen Volksbefreiungsarmee für Ingenieurwissenschaften war nicht klein. Bis zum vorläufigen Abschluss der Bauarbeiten im Jahr 1955 hatten 5000 Arbeiter auf dem Campus mit einer Fläche von 180.000 m² insgesamt 167 Gebäude errichtet, von ebenerdigen Schuppen bis zu siebenstöckigen Gebäuden. 47 % der gesamten Geschossfläche von 410.000 m² dienten für Unterrichtszwecke, 39 % für Unterkünfte, 7 % für Büros, der Rest für Küchen, Speisesäle und andere Zweckbauten. Die gesamten Baukosten betrugen 3,5 Millionen Yuan.
Zum Vergleich: im Jahr 1955 erhielt ein Leutnant der Volksbefreiungsarmee einen monatlichen Sold von 60 Yuan, ein General 425 Yuan.
Nachdem Verteidigungsminister Peng Dehuai 1956 in Peking das „5. Forschungsinstitut“ eingerichtet hatte, das sich ab 1957 unter der Leitung von Qian Xuesen mit der Entwicklung der chinesischen Atombombe befasste, und am 11. April 1958 mit dem Bau des Kosmodroms Jiuquan begonnen worden war,
wurde an der Akademie im Oktober 1958 eine Fakultät für Raketentechnik (导弹工程系) eingerichtet,
im Juni 1960 eine Fakultät für ABC-Abwehr (原子化学防护系),
und im August 1961 eine Fakultät für Kerntechnik (原子工程系), die eine entscheidende Rolle beim Aufbau des Kernwaffentestgeländes Lop Nor spielen sollte,
sowie eine Fakultät für Elektronik (电子工程系).
Bis dahin handelte es sich bei allen Studenten um Soldaten, die von ihren Einheiten zur Weiterbildung an die Akademie geschickt wurden. Im Mai 1962 wurde dieses System jedoch auf Anweisung von Zhou Enlai geändert: es wurden nur noch Abiturienten direkt aus dem Zivilleben aufgenommen. Drei Jahre später, am 21. Oktober 1965 genehmigte das Zentralkomitee der Kommunistischen Partei Chinas einen Antrag der Zentralen Militärkommission, die Militärakademie der chinesischen Volksbefreiungsarmee für Ingenieurwissenschaften aus ihrer Zuständigkeit herauszulösen und mit Wirkung vom 1. Januar 1966 der Kommission für Wehrtechnik der Volksbefreiungsarmee zu unterstellen, was dann allerdings auf einer Sitzung der ZMK am 19. Dezember 1965 mit Genehmigung Zhou Enlais auf den 1. April 1966 verschoben wurde.

### Akademie für Ingenieurwissenschaften Harbin
Durch die Zündung der ersten chinesischen Atombombe am 16. Oktober 1964 hatte die Volksbefreiungsarmee stark an Ansehen gewonnen und Verteidigungsminister Lin Biaos Position war gestärkt worden, der eine Politisierung der Armee anstrebte, auch vor dem Hintergrund des Kriegseintritts der USA in Vietnam am 7. August 1964.
Auf einer Besprechung am 18. November 1965 hatte Lin Biao den Begriff des „Primats der Politik“ (突出政治) geprägt, was in seiner Interpretation vor allen Dingen das Studium der Worte des Vorsitzenden Mao Tsetung sowie eine Rückkehr zu den Traditionen des defensiven Volkskriegs, dem Üben des Nahkampfs und des Nachtkampfs bedeutete.
Die Akademie, die die Atombombe ermöglicht hatte, wurde als „eine der vier unpolitischsten und rückständigsten Einheiten der gesamten Armee“ (全军四个不突出政治的落后单位之一) kritisiert, mit Wirkung vom 1. April 1966 aus der Volksbefreiungsarmee ausgeschlossen und in „Akademie für Ingenieurwissenschaften Harbin“ (哈尔滨工程学院) umbenannt.
Hierbei handelte es sich mehr um einen symbolischen Akt. Liu Juying (刘居英, 1917–2015), bis zur Abschaffung der Dienstgrade im Mai 1965 Generalmajor der Volksbefreiungsarmee, blieb Rektor der Akademie, und die Wehrtechnik-Kommission, die neue Trägerin der Hochschule, war ebenfalls eine Einheit der Volksbefreiungsarmee.
Das Personal wurde zwar kollektiv aus der Armee entlassen, die Dozenten unterrichteten jedoch, nun als Zivilisten, dieselben Inhalte wie vor dem 1. April 1966. Die ursprüngliche Artillerie-Fakultät war bereits im Juni 1960 nach Wuchang ausgelagert worden, die Panzer-Fakultät im Mai 1961 nach Xi’an, und die Pionier-Fakultät im Juni 1961 ebenfalls nach Xi’an. Nachdem mit der Umorganisation am 1. April 1966 eine Fakultät für elektronische Datenverarbeitung und eine Fakultät für ausländische Studenten eingerichtet worden waren, verfügte die Akademie für Ingenieurwissenschaften Harbin bei ihrer Gründung über folgende Fakultäten:
- Flugzeugbau (航空工程系)

- Kerntechnik (原子工程系)
- Schiffsbau (舰船工程系)
- Elektronik (电子工程系)
- Raketentechnik (导弹工程系)

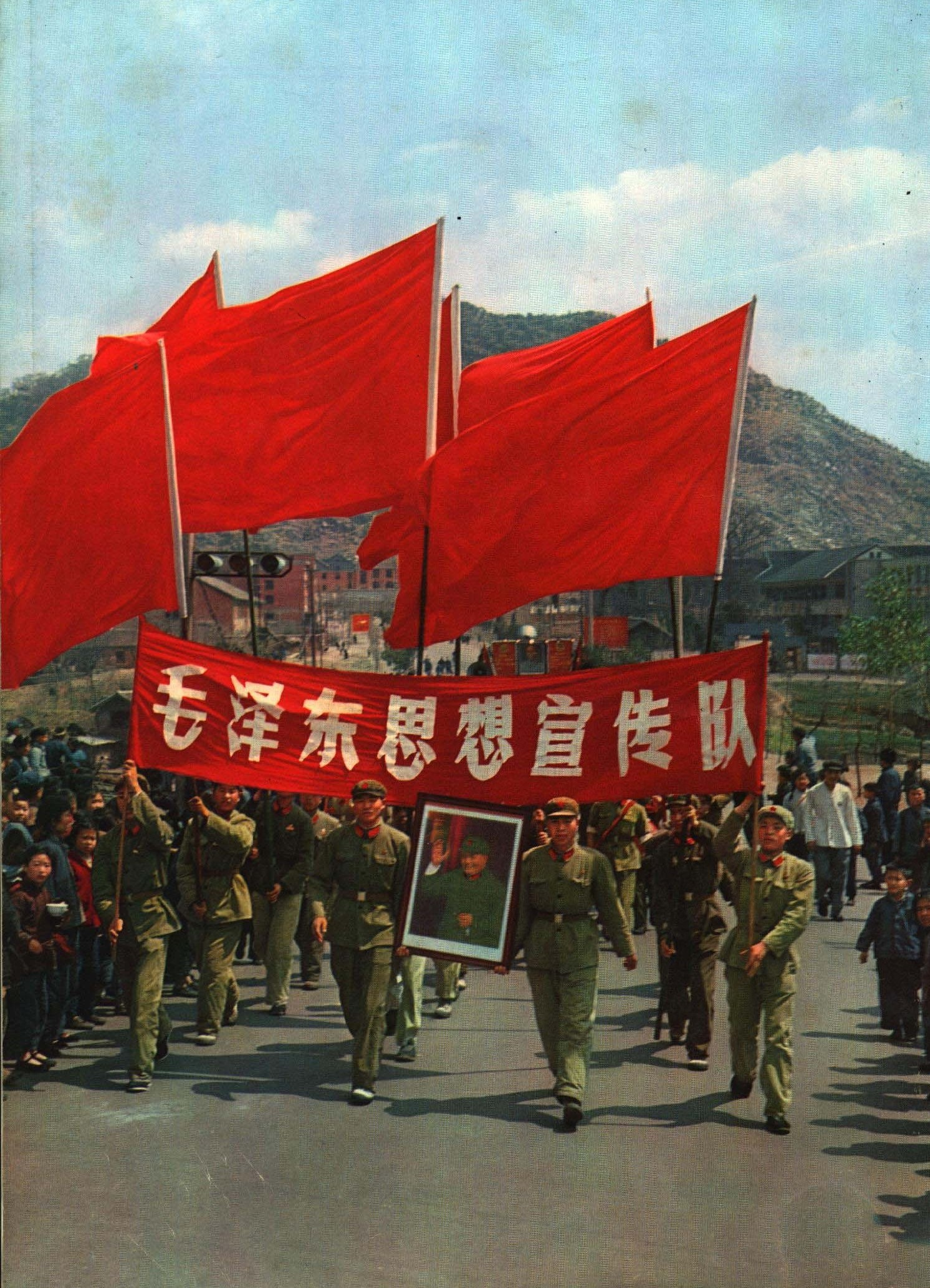
Propagandatrupp für Maoismus

- Elektronische Datenverarbeitung (电子计算机系)
- Ausländische Studenten (外国留学生系)
- Versuchsfabrik (实验工厂)

Bald darauf brach die Kulturrevolution aus, und als reguläre zivile Universität hatte die Akademie genauso darunter zu leiden wie alle anderen Lehranstalten des Landes. Am 11. Mai 1966 wurde auf Anweisung der Führung des Landesverbandes Heilongjiang der KPCh an der Akademie eine „Kulturrevolutionäre Führungsgruppe“ (文化大革命领导小组) eingerichtet, am 22. Juli 1966 besetzte eine „Arbeitsgruppe des Provinzkomitees Heilongjiang der KPCh“ (中共黑龙江省委工作队) die Akademie. Diese wurde am 31. Januar 1967 von der „Vereinigten Machtergreifungskommission der Roten Revolutionären Rebellen der Rüstungsindustrie“ (军工红色造反者联合接管委员会) vertrieben, und diese wiederum am 29. August 1968 vom „Arbeiter-Propagandatrupp für Maoismus“ (工人毛泽东思想宣传队). Trotz der bürgerkriegsähnlichen Zustände konnte die Akademie für Ingenieurwissenschaften über 100 Forschungsaufträge erfolgreich abschließen, darunter Berechnungen für das Höhenleitwerk des Jagdflugzeugs J-6 (歼－6), die Verbesserung der Seetüchtigkeit der chinesischen U-Boote, Antriebsberechnungen für das Torpedoboot 027 I (27Ⅰ型钢质单水翼导弹快艇), der Volkstransistorrechner 441-B (441－B晶体管化通用电子计算机, der Urvater der Tianhe-Supercomputer) und vieles mehr.

### Polytechnische Akademie Changsha
1969 hatten sich nach dem Zwischenfall am Ussuri die Spannungen mit der Sowjetunion soweit verschärft, dass Verteidigungsminister Lin Biao am 18. Oktober 1969 mit seinen „Befehl Nr. 1“ (林副统帅一号战斗号令, Pinyin Lín Fùtǒngshuài Yīhào Zhàndòu Hàolìng) die chinesischen Atomraketen startbereit machen ließ. In diesem Befehl ordnete Lin Biao außerdem nicht nur an, dass sich alle militärischen Einheiten weit verstreuen sollten, sondern auch dass die wichtigen Institute sofort ins Landesinnere zu verlagern wären, die sogenannte „Dritte Front“ (三线), ein bereits seit 1964 laufendes Projekt.
Am 4. Dezember 1969 wurde die Akademie für Ingenieurwissenschaften von der Kommission für Wehrtechnik der Volksbefreiungsarmee erstmals davon verständigt, dass sie auf Anweisung der Zentralen Militärkommission ebenfalls für eine Verlagerung vorgesehen war. Am 20. Dezember folgten die Details:
- Die Fakultät für Flugzeugbau kam nach Xi’an und wurde in die Polytechnische Universität Nordwestchinas integriert
- Die Fakultät für Kerntechnik kam zusammen mit einem großen Teil der Polytechnischen Universität Harbin nach Chongqing
- Die Fakultät für Schiffsbau und die Versuchsfabrik blieben in Harbin
- Die Fakultäten für Elektronik, Raketentechnik, Elektronische Datenverarbeitung und ausländische Studenten kamen zusammen mit der Verwaltung nach Changsha

Vor dem tatsächlichen Umzug fanden eine Reihe von organisatorischen Veränderungen statt. Zunächst wurden die vier Restfakultäten der Akademie für Ingenieurwissenschaften am 15. Februar 1970 dem Siebten Ministerium für Maschinenbauindustrie unterstellt. Dann fand eine Remilitarisierung der Akademie statt. Am 2. Mai 1970 wurden die Wohnheime der Akademie, also der Kasernenteil, wieder der Wehrtechnik-Kommission unterstellt, zwei Tage später, am 4. Mai, dem Militärbezirk Shenyang der Volksbefreiungsarmee (中国人民解放军沈阳军区). Am 15. Juni 1970 wurde der Name der Hochschule per gemeinsamem Beschluss des Staatsrats und der Zentralen Militärkommission in „Polytechnische Akademie Changsha“ (长沙工学院) geändert und diese dem Militärbezirk Guangzhou der Volksbefreiungsarmee unterstellt. Im August 1970 beschloss die Zentrale Militärkommission schließlich, dass das für die örtliche Volksmiliz, Reserve, Mobilmachung etc. zuständige Provinzkommando Hunan der Volksbefreiungsarmee (中国人民解放军湖南省军区) mit dem Siebten Ministerium gemeinsam für die Polytechnische Akademie Changsha zuständig sein sollte.
Im Oktober 1970 begannen die vier Fakultäten eine nach der anderen mit dem Umzug nach Changsha; als Unterkunft wurde ihnen vom Militärbezirk Guangzhou am 8. November 1970 die Kaserne des 84. Pontonbrückenregiments zugewiesen. Da die Platzverhältnisse in der Kaserne sehr beengt waren, bezogen die gut 200 Mitglieder der Fakultät für Datenverarbeitung in Eigeninitiative eine zu Beginn der Kulturrevolution aufgelassene Landwirtschaftsschule im Straßenviertel Mapoling (马坡岭街道) des Stadtbezirks Furong (damals am östlichen Stadtrand von Changsha gelegen).
Der alte Campus in Harbin, mittlerweile auf 640.000 m² Geschossfläche angewachsen, wurde mit fast 100.000 Einrichtungsgegenständen dem Provinzkommando Heilongjiang der Volksbefreiungsarmee übergeben.
Durch die Kulturrevolution war der Unterrichtsbetrieb praktisch zum Erliegen gekommen. Am 3. Dezember 1971 beschloss der Staatsrat der Volksrepublik China jedoch, dass die Polytechnische Akademie Changsha das technische Personal für das Siebte Ministerium ausbilden sollte, das neben der Entwicklung von Interkontinentalraketen auch für die chinesische Raumfahrt zuständig war (am 24. April 1970 war der erste chinesische Satellit Dong Fang Hong I gestartet). Außerdem sollte die Akademie die der Wehrtechnik-Kommission unterstellten Forschungsinstitute und Militärbasen sowie das 2. Artillerie-Korps (die heutigen Raketenstreitkräfte der Volksbefreiungsarmee) betreuen.
Am 8. April 1972 begann dann der Lehrbetrieb. Bis zu Maos Tod und dem Ende der Kulturrevolution 1976 wurden 5 Jahrgänge aufgenommen, aus denen mehr als 1500 Absolventinnen und Absolventen hervorgingen.
Neben dem Unterricht wurde aber auch Forschungs- und Entwicklungsarbeit geleistet. So entwickelte die Akademie zum Beispiel den Selbstfahrenden Raketenwerfer 74 (74式火箭布雷车), der im Abstand von 15 Sekunden zweimal fünf Panzerabwehrraketen mit einer Reichweite von 1,5 km abschießen konnte.
Außerdem wurde in Changsha der „1 MegaFLOP Bahnverfolgungsrechner“ (百万次航天测量中心处理计算机), kurz „Rechner 151“ (151机) für das „Projekt 718“ entwickelt, ein weiterer Vorfahre der heutigen Supercomputer, der Ende der 1970er Jahre in das Bahnverfolgungsschiff Yuan Wang 1 eingebaut wurde und beim ersten Weitflugtest der Interkontinentalrakete Dongfeng 5 am 18. Mai 1980 hervorragende Dienste leistete, ebenso beim Start von Chinas erstem geostationärem Satelliten Dong Fang Hong 2-2 am 8. April 1984 sowie am 15. und 27. September 1988 bei Tests mit von dem untergetauchten Atom-U-Boot Changzheng 6 abgefeuerten Mittelstreckenraketen vom Typ Julang-1.

### Universität für Wissenschaft und Technik der Landesverteidigung der chinesischen Volksbefreiungsarmee
Bereits am 13. November 1972 hatte das Parteikomitee der Polytechnische Akademie Changsha an Mao Zedong, das Zentralkomitee der Kommunistischen Partei Chinas, die Zentrale Militärkommission und die Führung des Militärbezirks Guangzhou die schriftliche Bitte gerichtet, offiziell wieder in die Volksbefreiungsarmee eingegliedert zu werden. Sämtliche Schreiben blieben jedoch unbeantwortet. Die einzige Veränderung war, dass am 3. Juli 1973 die Polytechnische Universität Chongqing aufgelöst wurde; die alte Kerntechnik-Fakultät wurde nach Changsha verlegt und wieder in die Akademie eingegliedert.
Nach dem Sturz der Viererbande am 6. Oktober 1976 beschlossen der Staatsrat und die Zentrale Militärkommission am 20. März 1977, dass der seinerzeit von den linksextremen Generälen Huang Yongsheng und Wu Faxian verfügte Ausschluss von Lehranstalten aus der Armee rückgängig gemacht werden sollte. Am 23. Juli 1977 empfing Deng Xiaoping, seit dem 17. Juli Generalstabschef der Volksbefreiungsarmee und im Rahmen der Vier Modernisierungen zuständig für Wissenschaft und Technik (科学技术现代化), zwei Vertreter der Polytechnische Akademie Changsha bei sich zu Hause und erläuterte, dass er bereits 1975, vor seiner dritten Absetzung, beabsichtigt hatte, eine elitäre Universität für Wissenschaft und Technik der Landesverteidigung einzurichten, die nur Studenten mit Abitur aufnehmen sollte, im Gegensatz zu dem seit 1970 üblichen Verfahren der Arbeiter-, Bauern- und Soldatenstudenten (工农兵学员), die nur die Unterstufe des Gymnasiums besucht haben mussten. Deng empfahl den Vertretern der Akademie, nun, da sich die Zeiten geändert hatten, einen formalen Antrag auf Umwandlung ihrer Anstalt in eine solche Universität einzureichen.
Dies geschah am 25. August 1977, und am 1. September 1977 vermerkte Deng Xiaoping, seit dem 19. August stellvertretender Vorsitzender der Zentralen Militärkommission, auf dem Deckblatt des Antrags: „Stimme zu. Genosse Zhang Aiping soll sich um die Details kümmern.“ Der Antrag ging dan im weiteren Verlauf an den Parteivorsitzenden und Premierminister Hua Guofeng, Verteidigungsminister Ye Jianying und weitere hochrangige Politiker, die ihn alle befürworteten. Daraufhin wurde vom 26. bis 30. September 1977 in Peking eine Konferenz mit Vertretern der Kommission für Wehrtechnik der Volksbefreiungsarmee, des Zweiten Ministeriums für Maschinenbauindustrie (Kerntechnik), des Siebten Ministeriums für Maschinenbauindustrie (Raketen), des 2. Artillerie-Korps und der Polytechnischen Akademie Changsha abgehalten, auf der die konkreten Schritte für die Umwandlung der Akademie in eine technische Militärhochschule besprochen wurden. Die tatsächliche Gründung der „Universität für Wissenschaft und Technik der Landesverteidigung der chinesischen Volksbefreiungsarmee“ (中国人民解放军国防科学技术大学) fand per gemeinsamem Beschluss [1978]110 des Staatsrats und der Zentralen Militärkommission vom 6. Juni 1978 am 1. Oktober 1978, dem Nationalfeiertag, statt. Dozenten und Verwaltungsangestellte galten von da an als Soldaten im aktiven Dienst. Studenten hatten jedoch nicht in die Armee einzutreten und trugen keine Uniform.
Rektor der Universität wurde Zhang Yun (张衍, * 1917–2003), Politkommissar der Universität für Elektrotechnik und Elektronik Xi’an und bis zur Abschaffung der Dienstgrade 1965 Generalmajor der Volksbefreiungsarmee.
Die Universität für Wissenschaft und Technik der Landesverteidigung war eine der 14 Schwerpunkthochschulen, für die der Staatsrat am 25. September 1984 Ausbauaktivitäten genehmigte. Die Zahl der Studiengänge wurde von 23 auf 25 erweitert, am 30. Januar 1985 wurde eine Graduiertenschule (研究生院) eingerichtet, eine der ersten des Landes. Anfang 1986 fand dann eine Neuausrichtung statt. Während die Universität bei ihrer Gründung 1978 den Auftrag erhalten hatte, vor allem Personal für die Rüstungsindustrie auszubilden, sollte sie nun im Rahmen der Modernisierung der Volksbefreiungsarmee primär technisches Personal für die Truppe ausbilden. Diese Schwerpunktsetzung wurde am 30. Juni 1989, drei Wochen nach der Niederschlagung der Studentenproteste in Peking, per Beschluss der Zentralen Militärkommission formalisiert. Von da an wurden alle neu aufgenommenen Studenten mit der Immatrikulation automatisch Soldaten (ältere Jahrgänge waren hiervon nicht betroffen).

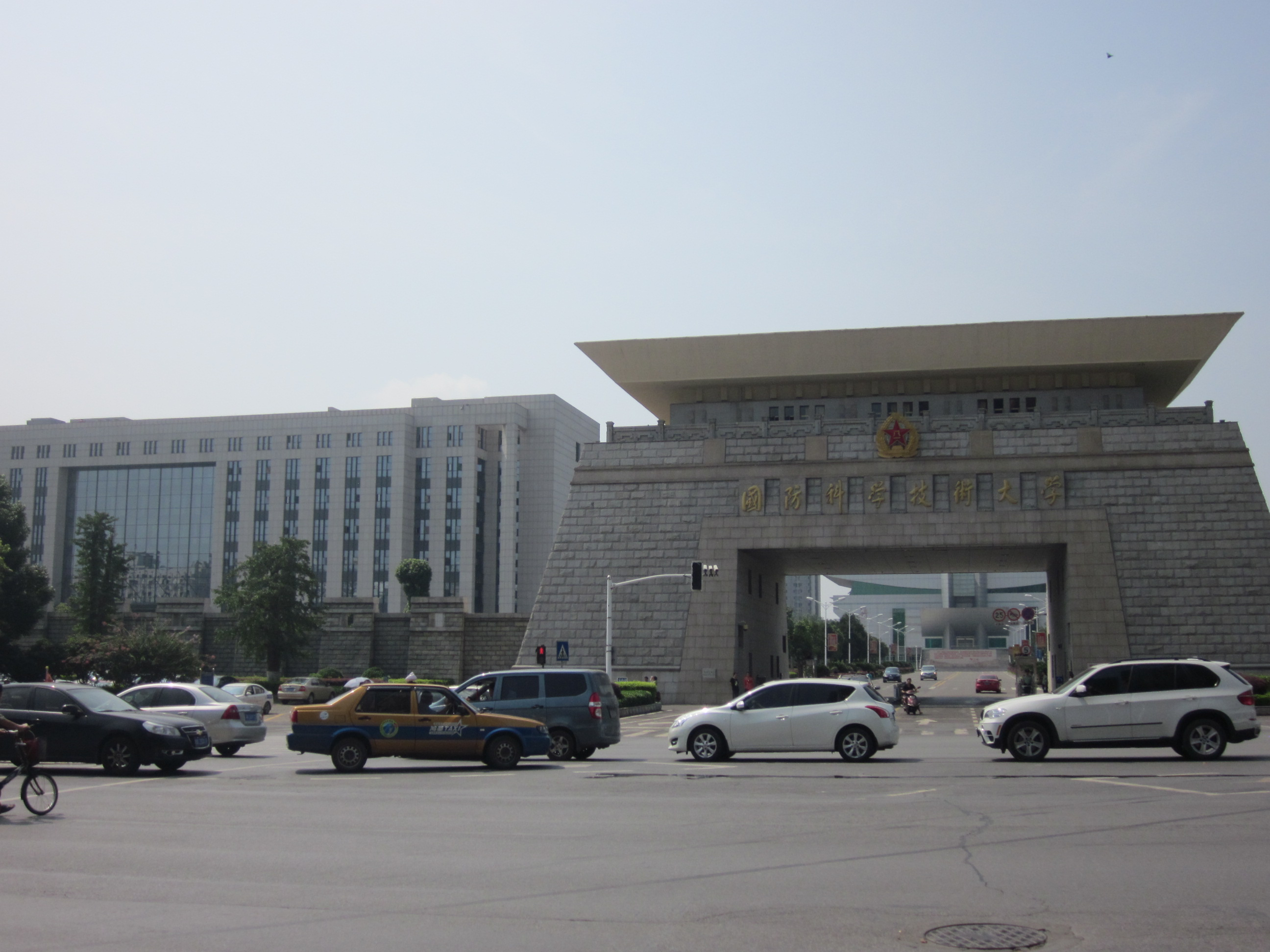
Eingangstor 2014

Am 18. Juni 1999 wurden per Beschluss der Zentralen Militärkommission vom 26. April 1999 die Artillerieakademie Changsha (长沙炮兵学院), die Pionierakademie Changsha (长沙工程兵学院) und die Politakademie Changsha (长沙政治学院) mit der Universität für Wissenschaft und Technik der Landesverteidigung vereinigt und diese direkt der Zentralen Militärkommission unterstellt.
Hierbei handelte es sich nur um eine organisatorische Reform, die alten Einrichtungen blieben erhalten. Damit hatte die Universität nun vier Campusse:
- Kaifu, Deya-Straße, die ursprüngliche Polytechnische Akademie
- Tianxin, Kaifu-Straße, die ursprüngliche Artillerieakademie
- Kaifu, Fuyuan-Straße, die ursprüngliche Pionierakademie
- Tianxin, Mittlere Furong-Straße, die ursprüngliche Politakademie

Die vorerst letzte Reorganisation fand 2016/17 statt, als im Rahmen der Tiefgreifenden Reform der Landesverteidigung und des Militärs zahlreiche Militärakademien in drei der Zentralen Militärkommission direkt unterstellten Hochschulen zusammengefasst wurden. Der Universität für Wissenschaft und Technik der Landesverteidigung wurden folgende Einrichtungen angeschlossen:
- Akademie für Internationale Beziehungen der Volksbefreiungsarmee (中国人民解放军国际关系学院), Nanjing
- Akademie für Nachrichtentechnik der Volksbefreiungsarmee (中国人民解放军国防信息学院), Wuhan
- Akademie für Nachrichtentechnik der Volksbefreiungsarmee (中国人民解放军西安通信学院), Xi’an
- Akademie für Elektrotechnik der Volksbefreiungsarmee (中国人民解放军电子工程学院), Hefei
- Institut für Meteorologie und Meereskunde der Technischen Universität der Volksbefreiungsarmee (中国人民解放军理工大学气象海洋学院), Nanjing
- 63. Forschungsinstitut [Nachrichtentechnik] der Technischen Universität der Volksbefreiungsarmee (中国人民解放军理工大学第六十三研究所), Nanjing[32]

Die chinesische Bezeichnung der erweiterten Universität wurde auf das Akronym 中国人民解放军国防科技大学 verkürzt, was übersetzt immer noch „Universität für Wissenschaft und Technik der Landesverteidigung der chinesischen Volksbefreiungsarmee“ bedeutet. Rektor der Universität wurde Generalmajor Deng Xiaogang (邓小刚, * 1960), seit 2011 stellvertretender Rektor der Universität für Wissenschaft und Technik der Landesverteidigung, Mitglied der Chinesischen Akademie der Wissenschaften und Experte für Numerische Strömungsmechanik.
Bei einer feierlichen Zeremonie im VBA-Gebäude in Peking überreichte Xi Jinping, Vorsitzender der Zentralen Militärkommission, der Universität am 19. Juli 2017 ihre neue Fahne.
Die Universität hat heute zwar ausländische Dozenten und schickt begabte Studenten zur Erweiterung ihres Horizonts an zivile Universitäten im Ausland.
Die Mehrzahl der Studenten sind jedoch Soldaten,
sowohl die chinesischen als auch die ausländischen, die im Rahmen von militärischen Austauschprogrammen nach Changsha kommen.
So wurden zum Beispiel im Studienjahr 2019/20 insgesamt 360 Abiturientinnen und Abiturienten mit Zivilstatus aufgenommen,
und 1530 Abiturienten (1459 Männer, 71 Frauen) als Offizieranwärter.

## Fakultäten
Die Universität für Wissenschaft und Technik der Landesverteidigung hat derzeit (Studienjahr 2019/20) folgende Fakultäten, an denen 2930 Dozenten (knapp 300 davon Professoren) rund 15.700 Studenten betreuen, davon 8900 Ingenieurstudenten sowie 6800 Doktoranden und Postdoktoranden:
- Geistes- und Naturwissenschaften
- Informatik
- Elektronik
- Interdisziplinäre Wissenschaften
- Künstliche Intelligenz
- Systemtechnik
- Luft- und Raumfahrttechnik
- Internationale Beziehungen
- Nachrichtentechnik
- Elektronische Kampfführung
- Meteorologie und Meereskunde
- Militärische Grundausbildung
- Graduiertenschule
- 63. Forschungsinstitut[43]

## Forschung
Der Schwerpunkt der Forschungsaktivitäten an der Universität für Wissenschaft und Technik der Landesverteidigung liegt bei der Entwicklung von Schlüsseltechnologien, von Waffensystemen und Ausrüstung um die Abschreckungskraft und die reale Kampffähigkeit der Volksbefreiungsarmee zu erhöhen.
Daneben befasst man sich auch mit dem Bau von Supercomputern. So konnte zum Beispiel im September 2009, gefördert mit Mitteln aus dem Programm 863, der erste PetaFLOP-Computer Chinas, bekannt unter dem Namen „Tianhe-1“ in Betrieb genommen werden, damals der fünftschnellste Rechner der Welt. Nach einigen Verbesserungen erreichte der Rechner im September 2010 eine kontinuierliche Leistung von 2,566 × 1015 Gleitkommaoperationen pro Sekunde und war damit, unter dem Namen „Tianhe-1A“, der zu diesem Zeitpunkt schnellste Computer der Welt. Der Tainhe-1A wurde bereits ein Jahr später von einem japanischen Rechner auf der Rangliste der schnellsten Computer der Welt überholt, aber im Juni 2013 konnte der ebenfalls aus Mitteln des Programms 863 geförderte „Tianhe-2“ mit einer kontinuierlichen Leistung von 33,9 PetaFLOPS diesen Platz zurückerobern und bis Juni 2016 halten.
In jenem Jahr begann die Universität, unterstützt vom Ministerium für Wissenschaft und Technologie und in Zusammenarbeit mit dem Nationalen Zentrum für Supercomputer in Tianjin, mit der Entwicklung des ExaFLOP-Rechners „Tianhe-3“.
Der Testbetrieb des in Tianjin installierten Prototyps begann im Juli 2018, und bis Januar 2019 wurde er bereits von über 30 Forschungsinstituten der Chinesischen Akademie der Wissenschaften, dem Chinesischen Forschungs- und Entwicklungszentrum für Aerodynamik (中国空气动力研究与发展中心, die Einheit 63820 der Volksbefreiungsarmee), dem Pekinger Forschungsinstitut für Systeme von Suborbitalflugkörpern der Chinesischen Akademie für Trägerraketentechnologie etc. genutzt.
Seit 2001 entwickelt und verbessert man, zunächst aus dem Programm 863, ab 2006 aus dem Fonds für Nationale wissenschaftlich-technische Großprojekte gefördert, das Server-Betriebssystem Kylin. Aus denselben Programmen gefördert wurde die Entwicklung der Feiteng-Mikroprozessoren (飞腾处理器), die 1996 in dem 13 GigaFLOP-Supercomputer Yinhe-3 (银河—Ⅲ) zur Hardwarebeschleunigung eingesetzt wurden.
Der Tianhe-1A verwendet 2048 Prozessoren der im März 2010 zur Einsatzreife gebrachten Variante FT-1000, ein Achtkernprozessor mit einer Taktfrequenz von 1 GHz.
Der Tianhe-2 verwendet 4096 Prozessoren der Variante FT-1500 mit jeweils 16 Hauptprozessorkernen und 1,8 GHz Taktfrequenz.
Hergestellt werden diese Prozessoren von der Phytium Informationstechnik GmbH in Tianjin (天津飞腾信息技术有限公司), einer Tochterfirma der China Electronics Corporation (中国电子信息产业集团), einem Zentral Verwalteten Unternehmen.
Ein weiterer Schwerpunkt an der Universität für Wissenschaft und Technik der Landesverteidigung ist die Raumfahrt. Neben der Ausbildung von Personal für die Kosmodrome
erledigt man derzeit primär Forschungsaufträge für das Shenzhou-Programm. So wurde zum Beispiel ein Computerprogramm entwickelt, mit dem auf der Basis von Daten, die zuvor bei Bodenversuchen ermittelt wurden, die dynamischen Vorgänge bei einer Fehlfunktion der Trägerrakete während des Starts und dem Zünden der Rettungsrakete simuliert werden können, die an der Spitze der Changzheng 2F montiert ist. Außerdem wurden Simulatoren für das Landeplatzsystem des bemannten Raumfahrtprogramms entwickelt, mit denen die dort eingesetzten Geräte für die Flugbahnregelung der Rückkehrkapsel getestet werden können. Für den bei Zhai Zhigangs Außenbordeinsatz während der Shenzhou-7-Mission verwendeten Feitian-Anzug entwickelte die Universität eine in den Stoff eingewebte Antenne.